# Josep Puig i Cadafalch
Josep Puig i Cadafalch (Mataró, 17 de octubre de 1867-Barcelona, 23 de diciembre de 1956) fue un arquitecto español, considerado uno de los más importantes del modernismo catalán. Fue, además, historiador, matemático y político, ejerciendo como presidente de la Mancomunidad de Cataluña entre 1917 y 1924.

## Biografía

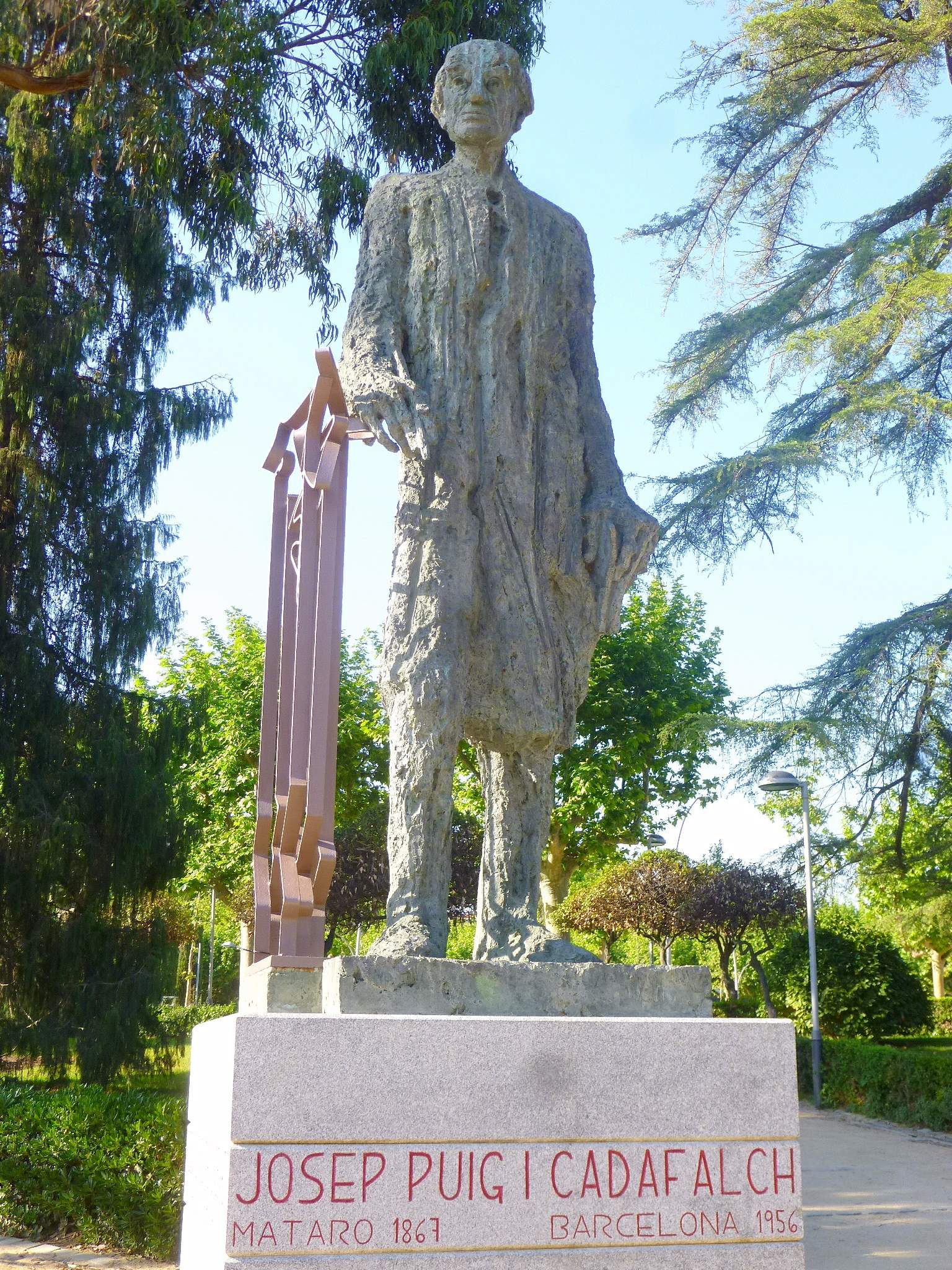
Monumento en memoria de Josep Puig i Cadafalch en su Mataró natal

Nacido el 17 de octubre de 1867 en la localidad barcelonesa de Mataró, estudió Arquitectura y ciencias exactas en Barcelona, y cuando terminó volvió a Mataró, donde asumió el cargo de arquitecto municipal teniendo solo veinticuatro años de edad. Permaneció en ese puesto durante cinco años, periodo en el que construyó también sus primeros edificios en Mataró.
Desde 1907 fue miembro del Instituto de Estudios Catalanes, donde desempeñó el cargo de vicepresidente. Posteriormente Puig fue nombrado catedrático en la Escuela de Arquitectura de Barcelona, en las especialidades de hidráulica y de resistencia de materiales. 
En agosto de 1917 asumió el cargo de Presidente de la Mancomunidad de Cataluña, en sustitución del fallecido Enric Prat de la Riba. Desde este puesto elaboró un ambicioso plan de enseñanza y cultura e impulsó las excavaciones arqueológicas de Ampurias. También hizo que se construyeran nuevas carreteras y que se desarrollase la agricultura. 
Al igual que otros dirigentes catalanistas, Puig i Cadafalch apoyó en 1923 el golpe de Estado de Primo de Rivera. De hecho, una vez consumado este, fue una de las autoridades catalanas que acudió a la estación de ferrocarril a despedir al general Miguel Primo de Rivera cuando este se trasladó a Madrid para asumir la jefatura del gobierno. No obstante, en enero de 1924 sería destituido de su cargo por el nuevo régimen y sustituido por Alfonso Sala.
Puig fue discípulo de Lluís Domènech i Montaner, y se le considera el último representante del modernismo y el primero del novecentismo. Según algunos expertos, su obra puede dividirse en estos tres periodos diferentes.
- El primer periodo es modernista. El arquitecto utiliza como modelo la casa de campo de la aristocracia catalana, a la cual añade elementos de inspiración nórdica. A este periodo pertenecen edificios como la Casa Amatller, la Casa Martí y, en especial, la Casa de les Punxes o Casa Terradas. Todas estas obras fueron realizadas entre 1895 y 1905.

- El segundo periodo se puede definir como de idealismo racional, una tendencia arquitectónica basada en los gustos de la nueva alta burguesía. Los edificios son diseñados con criterio más racional y práctico. Son representativas de este periodo la Casa Trinxet, la Casa Muntades y la Casa Company.

- El tercer periodo es monumentalista, y se desarrolla paralelamente a la preparación y la celebración de la Exposición Internacional de Barcelona (1929), de la que Puig fue el arquitecto principal. En esta etapa creativa los edificios están inspirados en la arquitectura romana, que no obstante se combina con elementos típicos de Valencia y Andalucía. Las paredes son amarillas, y se utilizan numerosas columnas como elementos estructurales. De todo ello resulta un atractivo estilo neobarroco.

Puig mostró gran interés por la arquitectura estadounidense, y llegó a diseñar un edificio, la Casa Pich, inspirado en la obra del arquitecto estadounidense Louis Henry Sullivan. Además de su trabajo como arquitecto, realizó una importante labor como historiador especialista en arte y escribió varios ensayos sobre la arquitectura románica y gótica en Cataluña, así como numerosos libros.
Tras el estallido de la guerra civil española huyó del país para salvar su vida. Se exilió en París y dio clases magistrales sobre arquitectura e historia en numerosas universidades, lo que le valió el reconocimiento internacional. Puig recibió el título de doctor honoris causa por varias universidades, entre ellas la de París. Regresaría a España en 1942, donde se encontró con que el nuevo régimen político no le permitía ejercer de arquitecto, por lo que sólo pudo rehabilitar y restaurar edificios y monumentos históricos. También en 1942 fue nombrado presidente del Instituto de Estudios Catalanes, cargo que desempeñó hasta su muerte.
Falleció el 23 de diciembre de 1956 en su residencia de Barcelona, a la edad de ochenta y nueve años.

## Obras principales
| Imagen | Nombre                                                                         | Fecha de inicio | Fecha de inauguración | Municipio                         | Provincia |
| ------ | ------------------------------------------------------------------------------ | --------------- | --------------------- | --------------------------------- | --------- |
|        | Can Sisternes                                                                  | 1891            | 1892                  | Mataró                            | Barcelona |
|        | Casa Parera                                                                    | 1894            | 1894                  | Mataró                            | Barcelona |
|        | Fideuería La Confianza                                                         | 1894            | 1894                  | Mataró                            | Barcelona |
|        | La Beneficiencia                                                               | 1894            | 1894                  | Mataró                            | Barcelona |
|        | Casa Martí                                                                     | 1895            | 1896                  | Barcelona                         | Barcelona |
|        | Cruz del Quinto misterio de Dolor del Viacrucis de la Santa Cova de Montserrat | 1896            | 1896                  | Monistrol de Montserrat           | Barcelona |
|        | Casa Coll i Regàs                                                              | 1897            | 1898                  | Mataró                            | Barcelona |
|        | Fábrica Carbonell Reverter                                                     | 1897            | 1899                  | Canet de Mar                      | Barcelona |
|        | Casa Puig i Cadafalch                                                          | 1897            | 1905                  | Argentona                         | Barcelona |
|        | Cal Maimó                                                                      | 1898            | 1898                  | Tárrega                           | Lérida    |
|        | Antiguo Hotel Europa (Pensión Gaudí)                                           | 1898            | 1899                  | Barcelona                         | Barcelona |
|        | Casa Amatller                                                                  | 1898            | 1900                  | Barcelona                         | Barcelona |
|        | Casa Garí                                                                      | 1898            | 1900                  | Argentona                         | Barcelona |
|        | Casa Macaya                                                                    | 1898            | 1900                  | Barcelona                         | Barcelona |
|        | Casa-estudio de la Compañía fotográfica Napoleón                               | 1900            | 1900                  | Massanas                          | Barcelona |
|        | Palacio-Castillo del Barón de Quadras                                          | 1900            | 1900                  | Massanas                          | Gerona    |
|        | Tercer misterio del gozo del Viacrucis de la Santa Cova de Montserrat          | 1901            | 1901                  | Monistrol de Montserrat           | Barcelona |
|        | Casa Muntades                                                                  | 1901            | 1902                  | Barcelona                         | Barcelona |
|        | Mas Sobrevia (Granja Terrades)                                                 | 1901            | 1905                  | Seva                              | Barcelona |
|        | Hotel Terminus (derribado en la década de 1960)                                | 1902            | 1902                  | Barcelona                         | Barcelona |
|        | Casa Dr. Agustí Furriols                                                       | 1902            | 1902                  | La Garriga                        | Barcelona |
|        | Casa Capella (derribada en la década de 1930)                                  | 1902            | 1902                  | Barcelona                         | Barcelona |
|        | Casa Trinxet (derribada en 1967)                                               | 1902            | 1904                  | Barcelona                         | Barcelona |
|        | Bar Torino (derribado en 1911)                                                 | 1902            | 1905                  | Barcelona                         | Barcelona |
|        | Cavas Codorniu                                                                 | 1902            | 1915                  | San Sadurní de Noya               | Barcelona |
|        | Casa Llorach (derribada en la década de 1930)                                  | 1903            | 1904                  | Barcelona                         | Barcelona |
|        | Casa Cruïlles                                                                  | 1903            | 1908                  | Barcelona                         | Barcelona |
|        | Casa Serra                                                                     | 1903            | 1908                  | Barcelona                         | Barcelona |
|        | Can Codorniu                                                                   | 1904            | 1904                  | San Sadurní de Noya               | Barcelona |
|        | Casa de les Punxes                                                             | 1904            | 1905                  | Barcelona                         | Barcelona |
|        | Palacio del Barón de Quadras                                                   | 1904            | 1906                  | Barcelona                         | Barcelona |
|        | Casa Eustaqui Polo (derribada en 1967)                                         | 1904            | 1904                  | Barcelona                         | Barcelona |
|        | Casa Sastre i Marqués                                                          | 1905            | 1905                  | Barcelona                         | Barcelona |
|        | Fábrica Casaramona                                                             | 1909            | 1912                  | Barcelona                         | Barcelona |
|        | Torre de los señores de Bofarull (derribada en 1940)                           | 1910            | 1911                  | Madrid                            | Madrid    |
|        | Casa Pere Company                                                              | 1911            | 1911                  | Barcelona                         | Barcelona |
|        | Casa Muley-Afid                                                                | 1911            | 1914                  | Barcelona                         | Barcelona |
|        | Restaurante del Santuario de la Misericordia                                   | 1914            | 1914                  | Canet de Mar                      | Barcelona |
|        | Casa Pilar Moragues                                                            | 1917            | 1917                  | Viladecans                        | Barcelona |
|        | Casa Puig i Cadafalch (Barcelona)                                              | 1917            | 1917                  | Barcelona                         | Barcelona |
|        | Casa Pich i Pon                                                                | 1918            | 1921                  | Barcelona                         | Barcelona |
|        | Las Cuatro Columnas (derribadas en 1929 y reconstruidas en 2010)               | 1919            | 1919                  | Barcelona                         | Barcelona |
|        | Casa Carreras                                                                  | 1920            | 1920                  | Barcelona                         | Barcelona |
|        | Casa Casaramona                                                                | 1920            | 1921                  | Barcelona                         | Barcelona |
|        | Palacios de Alfonso XIII y Victoria Eugenia                                    | 1920            | 1929                  | Barcelona                         | Barcelona |
|        | Restaurante de la Font del Gat                                                 | 1922            | 1922                  | Barcelona                         | Barcelona |
|        | Casa Lluís Guarro                                                              | 1922            | 1922                  | Barcelona                         | Barcelona |
|        | Casa Rosa Alemany                                                              | 1928            | 1930                  | Barcelona                         | Barcelona |
|        | Casa LaCruz                                                                    | 1940            | 1941                  | Andorra la Vieja Andorra la Vella | -         |